# 佐藤慶次郎
佐藤 慶次郎（さとう けいじろう、1927年6月6日 - 2009年5月24日）は、日本の作曲家、造形芸術家。

## 人物
慶應義塾大学医学部卒で、早坂文雄に師事、1953年に実験工房の会員、後に退会。
1954年の音楽コンクールと1961年のウィーンのISCM国際現代音楽祭に入選。電子オブジェの世界でも注目される。
代表作に1960年作曲の「ピアノのためのカリグラフィー」がある。
2002年には全音楽譜出版社から出版された早坂文雄作曲『室内のためのピアノ小品集』の監修をした。
2009年5月24日、肺がんで死去。享年81歳。

## 作品

### 管弦楽・室内楽・器楽
- ピアノと管弦楽のためのレントとアレグロ（1952年）
- ピアノのための五つの短詩（1953年）
- コンポジションモジェック（1953年）
- ピアノのためのカリグラフィー（1960年）
- 9つの弦楽器のためのカリグラフィー（1962年）
- 10の弦楽器のためのカリグラフィー第1番（1964年）
- 10の弦楽器のためのカリグラフィー第2番（1965年）

### テープ音楽
- スティールリボンによるカリグラフィー（1965年）
- ブレンシアの鐘（1966年）
- アルゴル（1965年）

### 電子オブジェ
- エレクトリック・ラーガ（1967年/1975年再製作）
- オーバー ザ ウェーブス（1974年）
- ヴォーテックス パフォーマンス（1976年）
- ススキ3Ｂ（1992年）
- 岐阜ススキ群'99（1999年）

他多数

### 映画音楽
- 造船日本の誇り 汗と花火（1957年／JPCプロ）